# USS Elliot (DD-146)
USS Elliot (DD–146) bio je razarač klase Wickes u ratnoj mornarici SAD
za vrijeme drugi svjetski rat, nazvan prema Richard M. Elliot.
Brod je porinut 4. srpnja 1918. u brodogradilištu William Cramp & Sons, u gradu Philadelphia, savezna država Pennsylvania.
Nakon obuka na Karibima, Elliot je 28. travnja 1919. zaplovio iz New Yorka na Azore, Gibraltar, Maltu i Split, te se vratio u Philadelphiu 4. lipnja. Tijekom drugog svjetskog rata brod je imao brojne zadatke na ratištim u Tihom oceanu, da bi 12. listopada 1945. nakon kraja rata bio povučen iz aktivne službe, a 29. siječnja 1946. i prodan u staro željezo.